# Unterthern
Unterthern ist eine Ortschaft und Katastralgemeinde in der Gemeinde Heldenberg in Niederösterreich.

## Geographie
Die Ortschaft liegt im Tal des Therngrabenbaches an der Landesstraße L27, die, von Hollabrunn kommend, zur Horner Straße führt.

## Geschichte
Ein Ort Ternie wird erstmals im 11. Jahrhundert in einer Schenkungsurkunde König Heinrichs IV. urkundlich genannt. Die Unterscheidung in Oberthern und Unterthern erfolgte erstmals 1320 in einem Urbar des Stiftes Passau, wo ein Inferior Tern und ein Superior Tern genannt werden. Später kommt auch die Bezeichnung Nidern Tern  auf. Im 14. Jahrhundert wird Unterthern als Besitz der Herrschaft Mittergrabern genannt.
Nach den Reformen 1848/1849 konstituierte sich der Ort 1850 als selbständige Gemeinde und war bis 1868 dem Amtsbezirk Ober-Hollabrunn zugeteilt und danach dem Bezirk Hollabrunn. Laut Adressbuch von Österreich waren im Jahr 1938 in der Ortsgemeinde Unterthern ein Dachdecker, ein Gastwirt mit Gemischtwarenhandlung, eine Milchgenossenschaft, ein Pfaidler und mehrere Landwirte ansässig.

## Kultur und Sehenswürdigkeiten
- Glockenturm Unterthern